# مارکیف موریس
مارکیف موریس (انگلیسی: Markieff Morris؛ زادهٔ ۲ سپتامبر ۱۹۸۹) بازیکن بسکتبال اهل ایالات متحده آمریکا است.
از باشگاه‌هایی که در آن بازی کرده‌است می‌توان به واشینگتن ویزاردز، فینیکس سانز، اکلاهما سیتی تاندر، لس آنجلس لیکرز، و دیترویت پیستونز اشاره کرد.